# Plinia rubrinervis
Plinia rubrinervis är en myrtenväxtart som beskrevs av Ignatz Urban. Plinia rubrinervis ingår i släktet Plinia och familjen myrtenväxter. Inga underarter finns listade i Catalogue of Life.